# Vincent de Swarte
Vincent de Swarte (Montauban, 15 giugno 1963 – Parigi, 24 aprile 2006) è stato uno scrittore francese.
Dopo aver frequentato scienze politiche all'Università Bordeaux I, lavora per oltre dieci anni nel settore pubblicitario. Nel 1996 pubblica il suo primo libro, un romanzo per ragazzi intitolato Le Carrousel des mers. Due anni dopo, cambiando radicalmente genere, esce Pharricide, un thriller incentrato su un tassidermista a guardia di un faro. Torna alla letteratura per ragazzi con La dernière corrida e Le cirque de la lune (entrambi del 1999) e con Petit Bloï (2003). Nel 1999 pubblica anche il romanzo Requiem pour un sauvage, per il quale riceve il Prix Wepler. Successivamente evoca il disastro di Černobyl' in Le Paradis existe (2001), ambientato in un villaggio in Ucraina. Nel 2006, anno della sua morte per un cancro, esce la sua autobiografia, Journal d'un père. Pour mes enfants quand ils seront grands. Il suo ultimo libro, la raccolta di racconti Pharanoïa, è uscito postumo nel 2007.

## Opere
- Le carrousel des mers, Gallimard, 1996.
- Pharricide, Calmann-Lévy, 1998; trad. it. di Giorgio Pinotti: Il re di Atlantide, Adelphi, 2000.
- Requiem pour un sauvage, Pauvert, 1999.
- La chapelle aux oiseaux: conte de Noël, Pauvert, 1999.
- La dernière corrida, Pocket, 1999.
- Le cirque de la lune, Gallimard 1999.
- Le paradis existe, Pauvert, 2001.
- Lynx, Denoël, 2002.
- Petit Bloï, Gallimard, 2003.
- Elle est moi, Denoël, 2005.
- Une photo de toi, Thierry Magnier, 2005.
- Journal d'un père. Pour mes enfants quand ils seront grands (autobiografia), Ramsay, 2006.
- Pharanoïa (racconti), Denoël, 2007.